# Così dolce... così perversa
Così dolce... così perversa é um filme ítalo-franco-alemão de 1969, gênero suspense, dirigido por Umberto Lenzi.

## Elenco
- Carroll Baker.... Nicole Perrier
- Jean-Louis Trintignant.... Jean Reynaud
- Erika Blanc.... Danielle Reynaud
- Horst Frank.... Klaus
- Helga Liné.... Helene Valmont
- Ermelinda De Felice.... dono do hotel
- Giovanni Di Benedetto.... Monsieur Valmont
- Irio Fantini.... convidado da festa
- Dario Michaelis.... comissário de polícia
- Renato Pinciroli.... porteiro